# Гірнича промисловість Нової Каледонії
Гірнича промисловість Нової Каледонії.

## Загальна характеристика
Сьогодні в Н. К. ведеться видобуток нікелевих, кобальтових, хромових руд. При цьому Н. К. є одним з провідних виробників нікелю у світі (поряд з Канадою, Австралією). Нікель становить бл. 95 % від загальної вартості експорту. Латеритні нікелеві руди країни — одні з найбагатших у світі (вміст Ni до 3 %). Видобуток здійснюють відкритим способом в 4-х гірничорудних центрах: Непуї, Поро, Куауа і Тіо. Потужність кар'єрів від 500 тис. — 1 млн т («Куауа», «Поро» і «Тіо») до 1-3 млн т руди на рік («Непуї»). Руда надходить на переробку на плавильне підприємство поблизу м. Нумеа, де отримують феронікель, нікелевий і кобальтовий штейн. Попутно при переробці нікелевих руд отримують кобальт.
Таблиця.
Основні корисні копалини Нової Каледонії станом на 1999 р.
| Корисні копалини    | Запаси       | Запаси   | Вміст корисного компоненту в рудах, % | Частка у світі, % |
| Корисні копалини    | Підтверджені | Загальні | Вміст корисного компоненту в рудах, % | Частка у світі, % |
| Залізні руди, млн т | 18           | 180      | 40 (Fe)                               |                   |
| Кобальт, тис. т     | 494          | 860      | 0,07 (Со)                             | 9                 |
| Нікель, тис. т      | 5200         | 24330    | 2,06 (Ni)                             | 10,4              |
| Вугілля, млн т      | 4            | 12       |                                       |                   |
| Хромові руди, млн т | 2            | 2        | 44 (Cr2O3)                            | 0,04              |

На початку XXI ст. (2001) Нова Каледонія — четвертий найбільший у світі виробник нікелю і найбільший виробник феронікелю. Головний виробник нікелю — компанія Société Le Nickel (SLN).
В освоєння латеритних кобальт-нікелевих родовищ Накеті і Боготі в Новій Каледонії за даними 2002 р. вирішив вкласти кошти «Норільський нікель». Родов. Накеті добре розвідане. Виявлені ресурси вологої руди — 125.5 млн т, що містить в середньому 1,47 % нікелю і 0,12 % кобальту. Економічна оцінка будівництва гірничо-гідрометалургійного підприємства на родовищі Накеті показала, що протягом 20 років тут можна добувати 4.3 млн т вологої (або, при вологості 38,4 %, — 2.57 млн т на рік сухої) лімонітової і сапролітової руди для виробництва за технологією HPAL 34.5 тис. т на рік нікелю і 2.7 тис. т на рік кобальту. Якщо родов. Богота буде освоюватися спільно з родов. Накеті, виробництво нікелю тут становитиме приблизно 50 тис. т, кобальту — 3.5 тис. т на рік протягом 75 років. Станом на 2000 р родов. належать компанії Argosy Minerals.
Крім того, готується до освоєння латеритне кобальт-нікелеве родов. Коніамбо в Північній провінції. Виявлені ресурси родов. за станом на 2001 р. — 151 млн т руди з сер. вмістом нікелю 2,58 % . Початок експериментальних робіт — 2002 р. Високосортні нікелеві руди перероблятимуть пірометалургійним способом у феронікель. Плавильний завод потужністю 60 тис. т/рік планується побудувати на узбережжі о. Новая Каледонія в р-ні Коніамбо, поблизу м. Коні (Kone) в Північній провінції. Початок виробництва намічений на кінець 2005 — початок 2006 р. Сировиною для заводу послужить в основному силікатна руда. Залізиста латеритна руда, значні ресурси якої укладені в надрах родовища, буде використовуватися як добавка при виробництві феронікелю для забезпечення в ньому постійного співвідношення заліза і нікелю. Остаточне рішення про будівництво цього масштабного виробництва буде прийняте в 2003 р.
Видобуток хромових руд з перервами ведеться на півночі о-ва на родов. Тієбагі. Руда містить понад 50 % Cr2О3. З підземного рудника потужністю 90-80 тис. т руди на рік хромові руди поступають на збагачення. Крім того, в Н. К. видобувають нерудні будів. матеріали.